# 李謙溥
李 謙溥（り けんふ、915年 - 976年）は、五代後唐から北宋にかけての軍人。字は徳明。本貫は并州盂県。

## 経歴
李蕘の子として生まれた。若くして『春秋左氏伝』に通じた。石敬瑭に従って開封に入り、殿直に任じられ、遼に対する使者をつとめた。石重貴が即位すると、西頭供奉官に転じた。後漢が建国されると、東頭となった。後周の広順元年（951年）、供備庫副使となった。世宗が北漢を攻撃したが、北漢の遼州刺史の張乙が城を堅守して落とせなかったため、謙溥は単騎でおもむいて張乙を説得すると、張乙は城を明け渡して降伏した。謙溥は功績により閑厩使となった。世宗が凱旋すると、謙溥は前線にとどまって晋州兵馬都監をつとめた。軍を率いて北漢に侵入し、たびたび勝利をおさめたので、世宗の賞賛を受けた。
顕徳4年（957年）、隰州刺史の孫義が死去したが、ときに世宗は南唐に対して親征していたため、謙溥は留守を預かる楊廷璋に「要地である隰州を放置すると失陥してしまう」と警告した。そこで楊廷璋は謙溥に隰州の事務を代行させた。謙溥が隰州に到着すると、軍に戒厳を命じた。8日後に北漢の数千騎の攻撃を受けた。謙溥は決死の士を募って100人あまりを集めると、夜間にひそかに城を出て、楊廷璋の軍と合流した。城を包囲する北漢軍に攻めかかると、北漢軍は混乱して敗走した。謙溥は北に数十里ほど追撃し、1000人あまりを斬首した。顕徳5年（958年）5月、孝義を攻め落とすと、功績により監軍のまま衢州刺史を兼ねた。顕徳6年（959年）、世宗の北征に従軍した。恭帝が即位すると、澶州巡検使となった。莫州に築城を命じられて、数十日で完成させた。丹州刺史に転じた。
宋の建隆4年（963年）、磁州刺史となり、晋隰縁辺都巡検を兼ねた。行石州事をつとめ、興同寨を治所とした。趙匡胤が軍を4路に分けて北漢への攻撃を命じると、孫延進・沈継深・王睿らの軍が陰地に進出し、謙溥は先鋒をつとめて霍邑で合流した。謙溥が進攻の策を進言したが、孫延進らは用いなかった。宋軍は撤退して谷口にいたった。謙溥は北漢の追撃を予期して備えるよう進言したが、またも諸将に聞き入れられなかったため、謙溥はひとり部下を動員して備えた。北漢の騎兵の追撃がやってきたため、孫延進らは谷中に敗走したが、謙溥はしんがりで追撃をはばみ、宋の諸将は撤退することができた。しばらくして謙溥は隰州刺史に転じた。
開宝元年（968年）、李継勲らが北漢を攻撃すると、謙溥は汾州都監となった。趙匡胤が北漢を攻撃すると、謙溥は東寨都監となった。党進が西山で軍用の材木を伐採させるべく謙溥を派遣した。到着しないうちに北漢軍が西寨を攻撃したので、謙溥は鎧もつけないまま寨を救援して戦った。
謙溥が劉進という勇者を招聘して任用すると、たびたび少数の兵で多数の敵を破った。北漢が劉進を憎んで反間をしかけたため、趙匡胤は劉進を召し出して詰問した。謙溥が上奏して劉進を弁護すると、趙匡胤も過ちに気づいて劉進を釈放し、賜物を与えた。
開宝3年（970年）、謙溥は済州団練使となった。後に再び晋隰縁辺巡検使となった。開宝6年（973年）、兵を率いて北漢を攻撃し、7つの砦を落とした。開宝8年（975年）、病のため開封に帰った。俸禄の返上を願い出たが、許されなかった。開宝9年（976年）春、死去した。享年は62。

## 子女
- 李允則（寧州防禦使）
- 李允正

## 伝記資料
- 『宋史』巻273 列伝第32